# Яків Едеський
Яків Едеський (сир. ܝܥܩܘܒ ܐܘܪܗܝܐ, трансліт. Yaʿqub Urhoyo; бл. 640 — 5 червня 708) — єпископ Едеси та видатний християнський письменник, котрий писав класичною сирійською мовою. Також відомий як один із найперших сирійських граматиків. У різних роботах він розглядав богословські, літургійні, канонічні, філософські та історичні теми і зробив значний внесок у науковий та літературний розвиток сирійського християнства. Його вважають одним із найважливіших дослідників християнсько-арамейської традиції.

## Біографія
Яків Едеський народився в Айндабі (араб . عيندابا), приблизно км на захід від Алеппо, близько 640 року. Навчався у знаменитому монастирі Кеннешрі (на лівому березі Євфрату, а пізніше в Александрії.
Повернувшись з Александрії, постригся у ченці в Едесі, де був відомий своєю вченістю. Висвячений на священника в 672 році, був призначений митрополитом Едеським своїм другом Афанасієм II, Патріархом Антіохійським. Обіймав цю посаду три-чотири роки, але духовенство виступало проти суворого дотримання ним церковних канонів. Його не підтримав Юліан II, наступник Афанасія. У відповідь на пропозицію Юліана призупинити свою критику, він публічно спалив копію занедбаних канонів перед резиденцією Юліана і пішов у монастир Кайсум поблизу Самосати. Звідти до монастиря Євсебони, де протягом одинадцяти років він навчав псалмів і читання Святого Письма грецькою мовою. Наприкінці цього періоду Яків знову зіткнувся з опозицією, цього разу з боку ченців, які зневажали греків.
Яків залишив Евсебону і подався до великого монастиря Тель ʿ Аде (араб تل عدا), одного з кількох сирійських православних монастирів на «горі Едеси» (? сучасний Теллгді, на північний захід від Алеппо), де він провів дев'ять років на перегляді і внесенні змін до версії Пешітта Старого Завіту за допомогою різних грецьких версій. Яків відіграв визначну роль у синоді Юліаном, скликаному в 706 році.
Нарешті він був відкликаний до єпископства Едеси в 708 році, але через чотири місяці помер.

## Доктринальна вірність
Яків належав до Сирійської православної церкви, і його твори мають певний міафізитський характер. У літературі своєї країни він займає майже те саме місце, що й св. Єронім серед латинян.  Ассемані намагався довести, що він ортодоксальний ( BO i. 470 sqq.), але змінив свою думку, прочитавши його біографію Баребрея (ib. ii. 3–7). Див. зокрема Lamy, Dissert. de Syrorum fide, с. 206 кв. i Текст у Лейпцигу 1889 ( Das Buch der Erkenntniss der Wahrheit oder der Ursache aller Ursachen ): переклад (посмертно) у Страсбурзі 1893.

## Мова
Яків Едеський писав класичною сирійською мовою, літературно-літургійним варіантом арамейської, яка виникла в регіоні Осроене, з центром в Едесі, і процвітала з 3-го по 8-е століття, як стандартизована мова сирійського християнства. Його переклади різних грецьких творів на класичну сирійську мову з подальшим формуванням відповідних термінів і виразів зробили значний внесок у загальний розвиток його рідної мови.
Оскільки він народився в власне Сирії, місцевий діалект якої дещо відрізнявся від літературної, ці відмінності зацікавили його питаннями, пов'язаними з діалектною різноманітністю арамейської мови, і він виявив цей інтерес у своїх лінгвістичних роботах. Збережені фрагменти містять кілька термінів, які Джейкоб використовує як позначення своєї мови. Згадуючи нашу мову як рідну мову «нас, арамейців чи сирійців», він використовував декілька регіональних позначень, як-от нахраянська мова (mamlā nahrāyā, leššānā nahrāyā), термін, що походить від choronym (регіональний назва) Бет-Нахрейн, арамейська назва Месопотамії загалом. Говорячи ще більш безпосередньо до літературної мови, він використав термін урхайська мова (mamlā urhāyā, leššānā urhāyā), що походить від арамейської назви (Urhay) міста Едеси, яке було місцем народження класичної сирійської мови. Оскільки він належав до покоління, яке вже прийняло давній грецький звичай використовувати сирійські/сирійські ярлики як позначення арамейців та їхньої мови, він також використовував термін сирійська мова (sūryāyā) як позначення мови свого народу в цілому, як літературна, так і народна мова.

## Твори
Більшість його творів у прозі. Опубліковано небагато. У 1911 році більшість доступної інформації можна було знайти в «Bibliotheca Orientalis» Джузеппе Сімоне Ассемані та в «Каталозі сирійських MSS» Райта в Британському музеї.

### Біблійні твори та коментарі
Яків створив перегляд Біблії на основі Пешітти. Райт називає це цікавим еклектичним або клаптевим текстом. У Європі збереглося п'ять томів (Райт, Каталог 38). Це була остання спроба перегляду Старого Завіту в Сирійській православній церкві. Яків також був головним засновником Сирійської Массори серед сирійців, яка створила такі рукописи, як той (Vat. cliii.), описаний Вайзманом у Horae syriacae, частина III.
Він також писав коментарі та схолії до Біблії. Зразки їх наведені Ассемані та Райтом. Їх багато цитують пізніші коментатори, які часто називають Якова «Тлумачем Святого Письма».
Він також написав Гексагемерон, або трактат про шість днів створення. Рукописи цього є в Лейдені та Ліоні. Це була його остання робота, і, залишившись незавершеною, закінчив його друг Георгій, єпископ арабський.
Він переклав апокрифову «Історію рехабітів», складену Зосимою, з грецької на сирійську (Wright, Catalog 1128, і Nau in Revue semitique VI. 263, vii. 54, 136).

### Канони та Літургія
Яків склав збірник церковних канонів. У його листі до священика Аддая ми маємо збірку канонів з його пера, поданих у вигляді відповідей на запитання Аддая. Вони були відредаговані Лагард в Reliquiae juris eccl. syriace, pp. 117 кв. і Томас Джозеф Лемі в дисертації . pp. 98 кв.
Додаткові канони були наведені в «Notulae syriacae» Райта.
Усі вони були перекладені та викладені Карлом Кайзером, Die Canones Jacobs von Edessa (Лейпциг, 1886).
Він також зробив багато внесок у сирійську літургію, як в оригіналі, так і в перекладах з грецької. Як літургійний автор, Яків склав анафору, або літургію, переробив Літургію святого Якова, написав знамениту «Книгу скарбів», склав чин хрещення, освячення води напередодні Богоявлення та святкування шлюбу, до якого можна додати його переклад наказу Севера про хрещення. 

### Філософія
Головним оригінальним внеском Якова був його Енхірідіон або Посібник, трактат на філософських термінах (Райт, Каталог 984).
Йому приписують переклади творів Аристотеля. Проте, ймовірно, це інші руки (Райт, Коротка історія, стор. 149; Дюваль, Littérature syriaque, с. 255, 258).
Якову раніше приписували трактат «De reason omnium causarum», який був твором єпископа Едеси; але публікація всієї статті Кайзером дала зрозуміти, що трактат значно пізніше.

### Історія
Яків також написав хроніку, як продовження хроніки Євсевія. Це описує та цитує Михайло Сирійський у книзі 7 його власної Хроніки. Іоанн Літарбський написав продовження літопису Якова аж до 726 року, також описане Михайлом.
Оригінальний текст продовження Джейкоба, на жаль, загинув, крім 23 аркушів у рукописі в Британській бібліотеці. Повний звіт про них наведено в Wright, Каталог 1062, а їх видання було опубліковано в CSCO компанією EWBrooks.

### Граматика
Яків найбільш відомий завдяки своєму внеску в сирійську мову та західносирійську писемність (серто).
У ранній сирійській мові голосні або не показані, або показані системою крапок, які використовуються безладно. Яків запозичив з грецької мови п'ять знаків голосних, які він написав над рядком як мініатюрні символи. Це прижилося і є особливістю західносирійського письма навіть сьогодні. Він також розробив систему, за якою деякі приголосні могли позначати голосні.
Яків також намагався ввести грецьку практику запису голосних на рядку так само, як це робиться для приголосних. Це чинило опір його співвітчизників і не набуло чинності.
У своєму листі до Георгія, єпископа Серуга, про сирійську орфографію (опублікований Філліпсом у Лондоні 1869 року та Мартіном у Парижі того ж року) він викладає важливість вірності переписувачів у копіюванні дрібниць правопису.

### Інші
Як перекладача, найбільшим досягненням Якова була його сирійська версія соборів Гомілій Севера, монофізитського патріарха Антіохії. Ця важлива колекція зараз частково відома нам за виданням Е. В. Брукса та перекладом 6-ї книги вибраних послань Севера, відповідно до іншої сирійської версії, зробленої Афанасієм з Нісібісу в 669 році. (Псевдо-Діонісій з Телль-Махре каже 677; але Афанасій був патріархом лише у 684—687 роках.)
У різних ПСС знайдено велику кількість листів Якова до різних кореспондентів. Крім тих, що стосуються канонічного права до Аддая та граматики Георгія Серугського, про які згадувалося вище, є інші, що стосуються доктрини, літургії тощо. Деякі з них у віршах.